# 에어브레이크

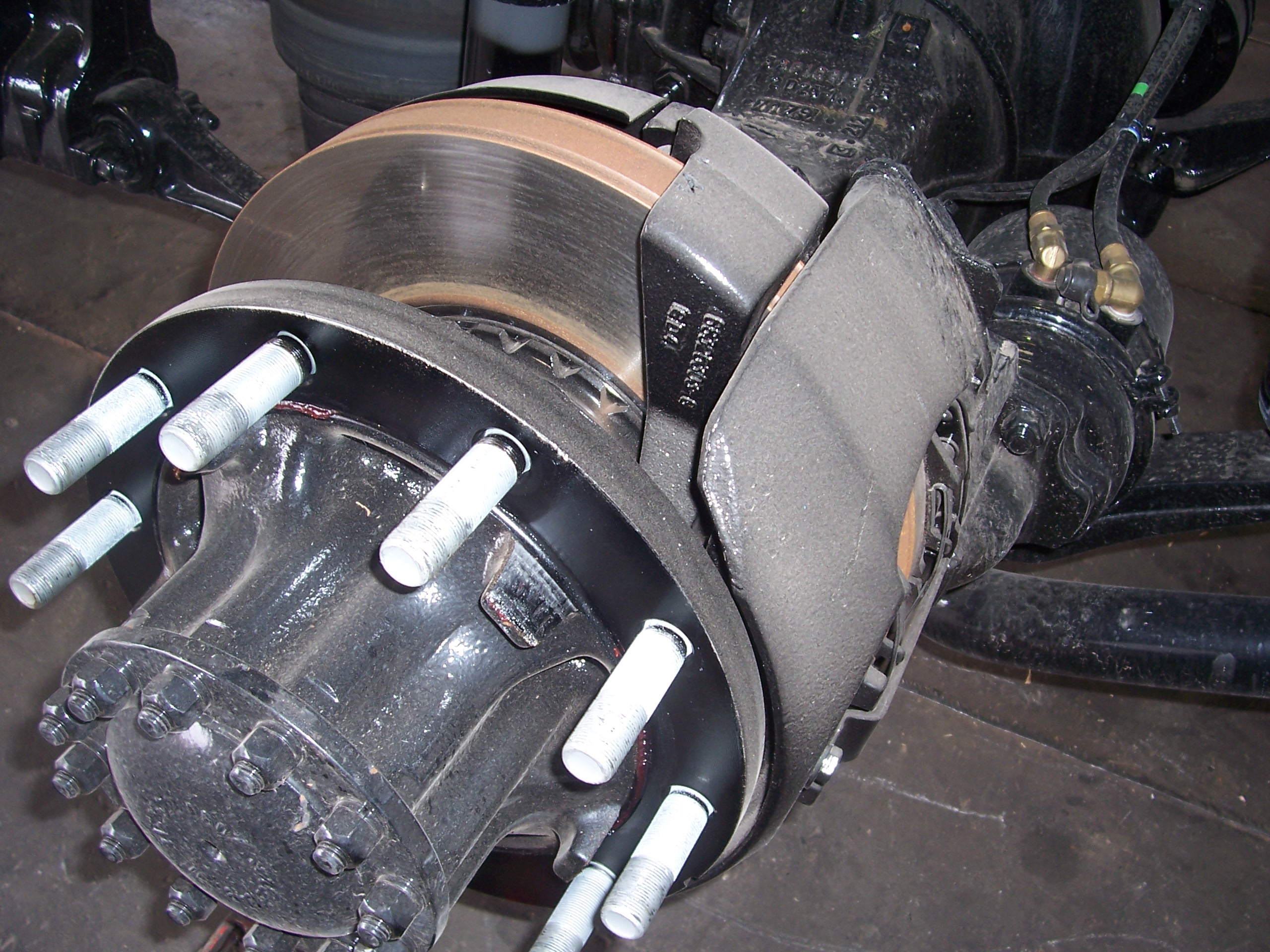
트럭의 에어브레이크

에어브레이크(air brake)는 공기 저항력을 이용해 감속하는 형태의 브레이크로 전차, 열차 등에서 압축공기로 바퀴의 회전을 제동하여 속도를 줄이고 정지하는 장치이다. 비행기가 착륙할 때 항력을 증가시키기 위해 펼치는 플랩이나 경주용 자동차에서 급제동 때 사용되는 낙하산 등을 뜻하기도 한다.
1867년 미국의 발명가 조지 웨스팅하우스가 철도 차량용 브레이크로서 최초로 발명하였다.

## 같이 보기
- 공기제동